# Aleksandr Vasilyevich Gorbatov
Aleksandr Vasilyevich Gorbatov (tiếng Nga: Алекса́ндр Васи́льевич Горба́тов; 21 tháng 3 năm 1891 - 7 tháng 12 năm 1973) là một tướng lĩnh Liên Xô. Ông từng phục vụ trong Quân đội Đế quốc Nga trong Thế chiến thứ nhất với tư cách một hạ sĩ quan cao cấp (Старший унтер-офицер) và là một Thượng tướng Hồng quân khi kết thúc Thế chiến thứ hai, Anh hùng Liên Xô.
Sau chiến tranh, Gorbatov có một thời gian giữ chức chỉ huy lực lượng Liên Xô chiếm đóng ở Đông Đức và về hưu với cấp bậc Đại tướng. Cuốn tự truyện nổi tiếng của ông, mang tên "Năm tháng và những cuộc chiến" (Годы и войны) được xuất bản năm 1965.

## Thiếu thời
Gorbatov sinh năm 1891, trong một gia đình cựu nông nô làng Pakhotino, huyện Shuisky thuộc tỉnh Vladimir (nay là huyện Palekhsky của vùng Ivanovo) - Vasily Alekseyevich Gorbatov và Ksenia Akakievna Gorbatova, vớu 5 người con gái Tatyana, Anna, Maria, Klavdia, Evdokia và năm con trai - Nikolay, Ivan, Aleksandr, Georgy, Mikhail.
Thuở nhỏ, Aleksandr Gorbatov được học tại một trường dòng nông thôn (1899-1901). Ông có tiếng học giỏi, "nổi bật nhờ khả năng số học, giải nhanh và đúng các bài toán mà hiếm người lớn nào có được". Khi còn là một thiếu niên, ông làm việc nhà cùng với cha mình, sau đó đi làm trong một nhà máy giày ở Shuya...

## Thế chiến thứ nhất
Gorbatov nhập ngũ và phục vụ trong Quân đội Đế quốc Nga trong suốt Thế chiến thứ nhất, chiến đấu trong nhiều trận chiến ở Mặt trận phía Đông, bao gồm các trận Tannenburg, Galicia, Przemyśl, Chiến dịch tấn công Gorlice–Tarnów, cả hai trận đánh ở hồ Masuria, Cuộc tổng tấn công của Brusilov và Cuộc tổng tấn công của Kerensky. Vì thành tích chiến đấu dũng cảm, ông được thăng cấp bậc hạ sĩ quan cao cấp (Старший унтер-офицер), được trao tặng 2 Thập tự Thánh Georgy (bậc III và IV), 2 Huân chương Thánh Georgy (bậc III và IV) với dòng chữ "Vì lòng dũng cảm" ("За храбрость").

## Cách mạng Tháng Mười và Nội chiến Nga
Năm 1917,  Cách mạng Tháng Mười nổ ra, ông được các binh sĩ bầu là thành viên ban cán sự trung đoàn, sư đoàn. Tháng 3 năm 1918, ông xuất ngũ trở về quê hương, được bầu làm ủy viên hành chính địa phương.
Tháng 8 năm 1919, ông tình nguyện gia nhập Hồng quân, đồng thời được kết nạp vào CPSU (b). Tham gia Nội chiến Nga từ tháng 4 năm 1920, ông thăng dần từ vai trò của một người lính Hồng quân, lính kỵ binh, chỉ huy cấp trung đội, phân đội, đến chỉ huy Trung đoàn kỵ binh 58, từ tháng 8 - chỉ huy Lữ đoàn kỵ binh Bashkir độc lập. Ông đã chiến đấu trong các trận chiến chống quân Bạch vệ của Denikin, Chiến tranh Nga-Ba Lan, vào cuối năm 1920 - chống lại Quân đội Quốc gia Ukraina của Symon Petliura. Ông được trao tặng Huân chương Cờ đỏ vì những thành tích chiến đấu của mình.
Sau khi kết thúc Nội chiến, ông lần lượt giữ chức vụ chỉ huy của một số đơn vị kỵ binh cấp trung đoàn, lữ đoàn, rồi sư đoàn. Ông tốt nghiệp khóa học chỉ huy kỵ binh năm 1926 và khóa bồi dưỡng cho các cán bộ chỉ huy cấp cao tại Moskva năm 1930. Ông được phong cấp bậc Lữ đoàn trưởng (комбриг) trong đợt phong quân hàm đầu tiên của Hồng quân vào ngày 26 tháng 11 năm 1935.
Từ tháng 5 năm 1936, ông là Tư lệnh Sư đoàn 2 Kỵ binh thuộc Quân đoàn 7 Kỵ binh tại quân khu Kiev (thành phố Starokonstantinov, vùng Kamenets-Podolsk, Ukraina).

## Đại thanh trừng
Tháng 9 năm 1937, trong cuộc Đại thanh trừng của Hồng quân, Gorbatov cách mọi chức vụ "vì liên lạc với kẻ thù của nhân dân và vị khai trừ khỏi CPSU (b). Tuy nhiên, đến tháng 3 năm 1938, ông được phục hồi đảng tịch và được bổ nhiệm làm Phó tư lệnh Quân đoàn kỵ binh 6. Đến tháng 10 năm 1938, ông lại bị bắt và bị đưa đi thẩm vấn. Trong quá trình điều tra tại NKVD, ông bị tra tấn tàn bạo, nhưng ông vẫn không nhận tội. Trong hồi ký của mình, Gorbatov viết:
| “                                                    | Có năm cuộc thẩm vấn riêng lẻ, với khoảng thời gian hai hoặc ba ngày; đôi khi tôi trở lại phòng giam trên cáng. Sau đó, họ cho tôi hai mươi ngày để lấy lại hơi thở... khi loạt thẩm vấn thứ ba bắt đầu, tôi muốn chết như thế nào càng sớm càng tốt! | ” |
| — Hồi ký "Những năm tháng và những cuộc chiến tranh" | |   |

Ông bị kết án vào ngày 8 tháng 5 năm 1939 theo Điều 58 của Bộ luật Hình sự bởi tội danh "tội phản cách mạng" với 15 năm tù và 5 năm cải tạo. Ông được được đưa đến một trại ở Kolyma để chấp hành án.
Tuy nhiên, tội danh của ông được xem không lâu sau đó. Ngày 5 tháng 3 năm 1941, ông được trả tự do và được phục hồi các chức vụ và cấp bậc trong quân đội. Sau khi hồi phục sức khỏe, tháng 4 cùng năm, ông được bổ nhiệm giữ chức vụ phó chỉ huy quân đoàn súng trường 25 ở Stalino (nay là Donetsk), chỉ 2 tháng trước khi Chiến tranh Vệ quốc vĩ đại bắt đầu.

## Chiến tranh Vệ quốc vĩ đại
Khi Chiến dịch Barbarossa nổ ra, quân đoàn của Gorbatov được chuyển thuộc Tập đoàn quân 19 Phương diện quân Tây và đầu tháng 7 năm 1941 tham chiến trong trận Vitebsk. Khi đơn vị bị bao vây và bị chia cắt với đội hình Hồng quân, Gorbatov chỉ định nắm quyền chỉ huy và tổ chức những đơn vị còn lại phòng thủ và giữ Yartsevo trong 4 ngày, trước khi ông bị thương vào ngày 22 tháng 7. Được được đưa đến Moskva để điều trị, sau khi hồi phục, ông được ghi danh là học viên của Khóa học dành cho cán bộ chỉ huy cao cấp. Tuy nhiên, ông không bắt đầu việc học và được gửi lại ra mặt trận theo nguyện vọng của mình.
Ngày 1 tháng 10 năm 1941, Gorbatov được bổ nhiệm làm tư lệnh Sư đoàn bộ binh 226 thuộc Phương diện quân Tây Nam. Ông nổi bật trong các trận chiến phòng thủ gần Kharkov, và sau đó trong các trận tấn công mùa đông, nơi ông liên tục tiến hành các cuộc đột kích táo bạo vào hậu phương của quân Đức. Ngày 25 tháng 12 năm 1941, ông chính thức được phong quân hàm Thiếu tướng (cho đến thời điểm đó ông vẫn giữ cấp bậc Lữ đoàn trưởng) và được tặng thưởng Huân chương Cờ đỏ.
Tháng 6 năm 1942, Gorbatov được điều động làm thanh tra kỵ binh của Phương diện quân Tây Nam, và từ tháng 8, ở vị trí tương tự tại Phương diện quân Stalingrad. Từ tháng 10, ông là Phó Tư lệnh Tập đoàn quân 24 tại Phương diện quân Stalingrad và Phương diện quân Sông Don, tham gia trận Stalingrad. Từ tháng 4 năm 1943, ông được bổ nhiệm làm tư lệnh Quân đoàn súng trường Cận vệ 20 thuộc Tập đoàn quân Cận vệ 4 trong lực lượng dự bị của Đại bản doanh. Ông được thăng quân hàm Trung tướng ngày 28 tháng 4 năm 1943.
Tháng 6 năm 1943, ông được bổ nhiệm làm tư lệnh Tập đoàn quân 3. Đơn vị ông thường xuyên được điều động vào lực lượng xung kích trong các chiến dịch tại Oryol, Bryansk, Chernigov-Pripyat, Belorussia, Lomzha-Ruzhansk, Đông Phổ và Berlin. Ông được thăng quân hàm Thượng tướng ngày 29 tháng 6 năm 1944 và được trao tặng danh hiệu Anh hùng Liên Xô ngày 10 tháng 4 năm 1945.
Trong chiến tranh, Gorbatov đã được nhắc đến 16 lần trong các lệnh cảm ơn của Tổng tư lệnh tối cao.

## Hậu chiến
Tháng 6 năm 1945, sau khi Thượng tướng Nikolay Berzarin, Tư lệnh Berlin, bất ngờ tử thương, Gorbatov được bổ nhiệm thay thế đồng thời kiêm nhiệm tư lệnh Tập đoàn quân xung kích 5 trong Cụm binh đoàn Liên Xô tại Đức, dưới quyền Nguyên soái Georgy Zhukov. Tháng 11 năm 1945, ông trở thành người đứng đầu cơ quan hành chính quân sự của Liên Xô tại Đức ở Mecklenburg và Tây Pomerania.
Tháng 11 năm 1946, ông được điều động chỉ huy Tập đoàn quân Cận vệ 11 của Quân khu Baltic. Từ tháng 3 năm 1950, ông được bổ nhiệm làm tư lệnh Binh đoàn Đặc nhiệm Nhảy dù Cận vệ, từ tháng 5 năm 1953, được tổ chức thành Binh chủng Nhảy dù. Tháng 5 năm 1954, ông là Tư lệnh Quân khu Baltic. Ngày 8 tháng 8 năm 1955, được thăng quân hàm Đại tướng. Từ tháng 4 năm 1958 - được bổ nhiệm làm Tổng thanh tra của Đoàn Tổng thanh tra Bộ Quốc phòng Liên Xô.

## Viết hồi ký và qua đời
Đầu thập niên 1960, Gorbatov bắt tay vào việc viết hồi ký. Bản thảo của ông vượt qua được sự kiểm duyệt của nhóm hồi ký Tổng cục Chính trị một cách khó khăn. Trong nội dung của hồi ký, Gorbatov kể chi tiết về Đại thanh trừng thập niên 1930. Ông được ghi nhận là cán bộ cao cấp đầu tiên của Liên Xô lên tiếng về nó.
Phiên bản tạp chí của ông được đăng trên tạp chí văn học Liên Xô "Thế giới mới" (Novy Mir), số tháng 3 - tháng 5 năm 1964, dưới tựa đề "Những năm tháng và những cuộc chiến" (tiếng Nga: Годы и войны, "Gody i voiny"), với sự hỗ trợ của Tổng biên tập Aleksandr Tvardovsky. Tập hồi ký sau đó cũng được Nhà xuất bản quân đội (Воениздат) phát hành chính thức vào năm 1965. Quyển sách được tái bản nhiều lần vào các năm 1989, 1992, 2008.... Nó cũng được xuất bản ở Ba Lan (1966), Hungary (1988)..., cũng như được xuất bản ở phương Tây với tên gọi "Years Off My Life".
Aleksandr Vasilyevich Gorbatov qua đời ngày 7 tháng 12 năm 1973 tại Moskva. Ông được chôn cất với danh dự quân sự tại nghĩa trang Novodevichy. Tấm bia mộ, trên đó có bức tượng bán thân của tướng Gorbatov, được nhà điêu khắc Liên Xô nổi tiếng Grigory Postnikov thực hiện.

## Giải thưởng quân sư
Liên Xô
- "Sao vàng" Anh hùng Liên Xô số 6459 (04/10/1945).[14]
- Ba Huân chương Lenin (06/03/1944, 21/02/1945, 04/10/1945);[14][15][16]
- Huân chương Cách mạng Tháng Mười (25/03/1971);
- Bốn Huân chương Cờ đỏ (1921, 27/03/1942, 11/03/1944, 11/11/1950);[16][16][17]
- Hai Huân chương Suvorov hạng I (22/09/1943, 29/05/1945);[18]
- Huân chương Suvorov hạng II (27.08.1943);[19]
- Huân chương Kutuzov hạng I (23.07.1944);[20]
- Huân chương Kutuzov hạng II (02/08/1943);[21]
- Hai Huân chương Sao đỏ (16/08/1936, 03/03/1961).[22][23]

Nước ngoài
- Legion of Merit cấp Tổng tư lệnh (Hoa Kỳ, 1944);[24]
- Thập tự Grunwald (Ba Lan);
- Virtuti militari hạng II (Ba Lan).

## Đời tư
Gorbatov là một người không uống rượu và hút thuốc, một điều rất bất thường với đa số đàn ông Nga và Liên Xô thời bấy giờ. Ngay từ khi còn là một thiếu niên, vào năm 1907, ông đã thề với bạn mình rằng sẽ không bao giờ uống rượu, hút thuốc. Trong hồi ký của mình, ông cũng đã viết "..., cho dù có trải qua những trải nghiệm khó khăn như thế nào trong đời, tôi cũng không bao giờ muốn quên mình trong vodka". (..., сколько ни было тяжёлых переживаний в моей жизни — никогда не приходило желание забыться в водке".)
Ông từng kết hôn hai lần. Cuộc hôn nhân đầu tiên rất ngắn ngủi. Ông lập gia đình lần thứ hai vào tháng 1 năm 1934 với bà Nina Aleksandrovna Veselova (1909-1995). Bà được chôn cất bên cạnh chồng tại nghĩa trang Novodevichy.